# Hươu sừng ngắn lông đỏ
Hươu sừng ngắn lông đỏ (Mazama americana) là một loài động vật có vú trong họ Hươu nai, bộ Guốc chẵn. Loài này được Erxleben mô tả năm 1777. Loài này sinh sống ở các khu rừng Nam Mỹ, từ bắc Argentina đến Colombia và Guianas. Chúng cũng hiện diện ở đảo Trinidad ở Cộng hòa Trinidad và Tobago. Thân có màu nâu hơi đỏ.

## Hình ảnh

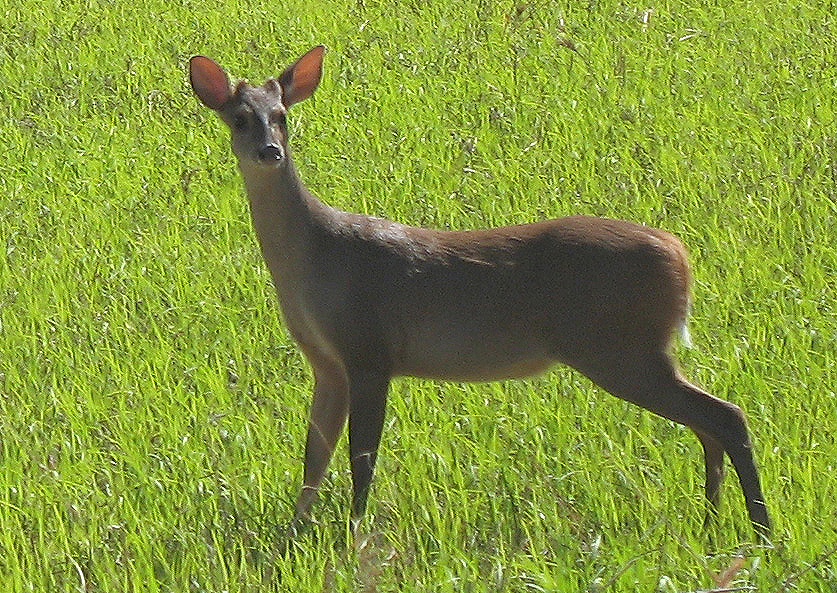
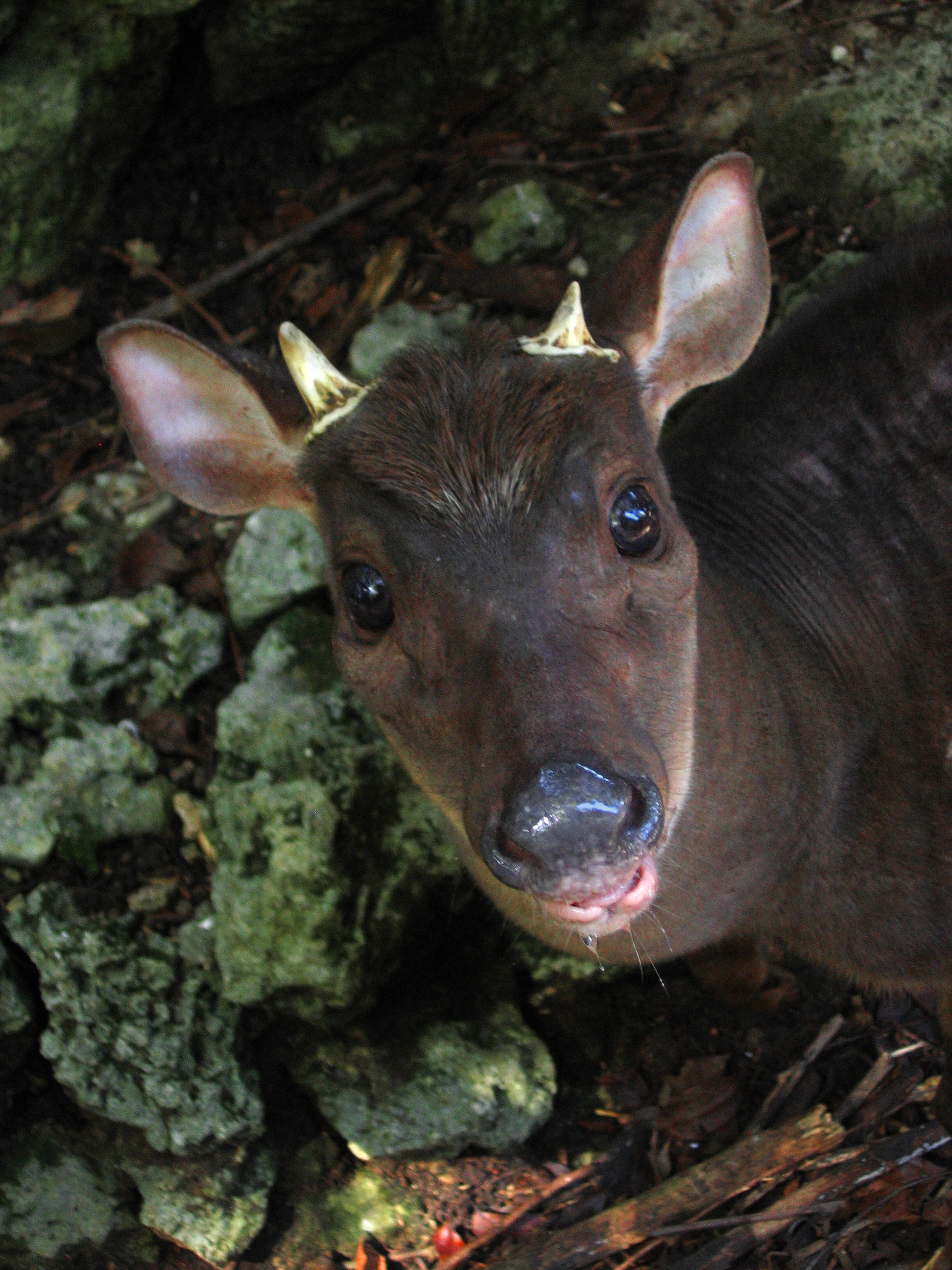
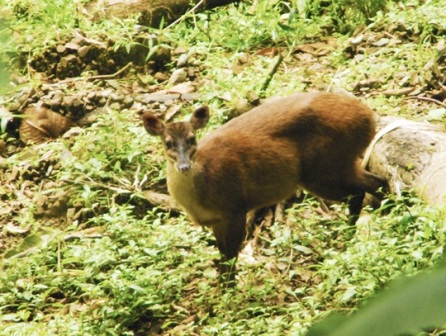